# Аль-Хадж, Рами
Рами Аль-Хадж (швед. Rami Al Hajj; 17 сентября 2001, Бейрут, Ливан) — шведский футболист, полузащитник английского клуба «Плимут Аргайл».

## Клубная карьера
Аль-Хадж — воспитанник клуба «Фалькенберг». В 2018 году Рами подписал контракт с нидерландским «Херенвеном», где в начале выступал за команду юниоров. 18 января 2020 года в матче против «Фейеноорда» он дебютировал в Эредивизи.
31 августа 2024 года подписал контракт с клубом английского Чемпионшипа «Плимут Аргайл».